# 福西尼地区圣皮埃尔
福西尼地区圣皮埃尔（法語：Saint-Pierre-en-Faucigny，法語發音：[sɛ̃ pjɛʁ ɑ̃ fosiɲi]），或纯音译作圣皮埃尔昂福西尼，是法国上萨瓦省的一个市镇，位于该省中部，博讷维尔市区西，属于博讷维尔区。

## 地理
福西尼地区圣皮埃尔（46°3'35"N, 6°22'21"E）面积14.91 平方千米，位于法国奥弗涅-罗讷-阿尔卑斯大区上萨瓦省，该省份为法国东部省份，历史上为薩伏依的一部分，北与瑞士接壤，西接安省，南至萨瓦省，东与瑞士和意大利接壤。
与福西尼地区圣皮埃尔接壤的市镇（或旧市镇、城区）包括：阿芒西、阿朗通、博訥維爾、圣洛朗。
福西尼地区圣皮埃尔的时区为UTC+01:00、UTC+02:00（夏令时）。

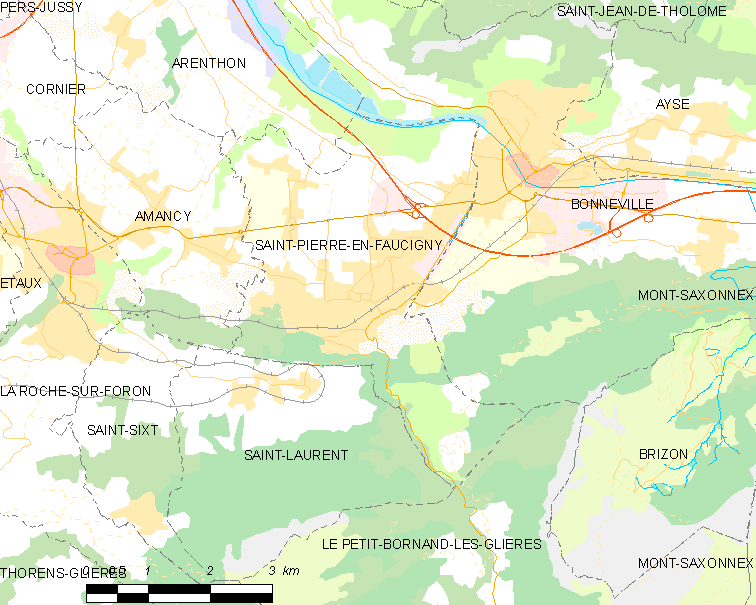
福西尼地区圣皮埃尔的OSM定位图

## 行政
福西尼地区圣皮埃尔的邮政编码为74800，INSEE市镇编码为74250。

## 政治
福西尼地区圣皮埃尔所属的省级选区为博讷维尔县。

## 交通
法国国家A40号高速公路经过境内并设有出入口。福西尼地区圣皮埃尔站每天开行前往阿讷马斯站方向的列车。

## 人口

1962-2008年间福西尼地区圣皮埃尔人口变化图示

福西尼地区圣皮埃尔于2022年1月1日时的人口数量为7848人。